# Пулитцеровская премия 1919 года
Лауреаты третьей Пулитцеровской премии были объявлены главой Совета попечителей Колумбийского университета 2 июня 1919 года, в первый понедельник месяца. Это была одна из самых скромных по числу присуждённых премий церемония: всего три лауреата в восьми пулитцеровских номинациях и два лауреата в одной специальной номинации, объявленной дополнительно (на средства гранта, предоставленного обществом «Поэзия Америки»).
Этот факт можно объяснить одновременным действием трёх обстоятельств:
- во-первых, это заявительный порядок соисканий, предусмотренный правилами конкурса, — ещё малоизвестная, премия собирала не так уж много заявок на участие, на некоторые номинации заявок не было вовсе[3];
- во-вторых, строго следуя воле учредителя премии, Наградная комиссия (Advisory Board) не желала отступать от высоких требований к материалам и награждать только потому, что больше некого, — этот принцип и в будущем соблюдался Комиссией довольно твёрдо (но не без исключений[4]);
- и в-третьих, в отличие от 1917 года, почти весь 1918 год, за который и рассматривались материалы к награждению, прошёл в США в условиях тяжёлой и кровопролитной войны, несмотря на трудности, увенчавшейся победой. В обществе воюющей страны пресса неизбежно отвлекается от проблем мирного времени и становится в каком-то смысле одинаковой, а литература — слегка несвоевременной и неуместной («Inter arma silent Musae», «Когда говорят пушки, музы молчат»).

Лауреаты получили по $1000, — кроме лауреата премии «За заслуги перед обществом», в которой награждаются не деньгами, а медалью из золота, и двух лауреатов «За стихотворение», поделивших специальный приз в $500, предоставленный обществом «Поэзия Америки».
На меркантильный вопрос, много это или мало, источники, как правило, не отвечают, предпочитая вообще не упоминать сумму премии. Косвенно о величине полученной лауреатами награды свидетельствует цена на новый автомобиль марки «Форд „Т“», — самый популярный в те годы, — он стоил около $350 в «базовой комплектации»; или цена на картофель в штате Айдахо, к примеру, — $1,51 за 100 фунтов (≈45 кг.).

## Номинации в журналистике
Всего в 1919 году в категории «Журналистика» было объявлено четыре номинации, однако в итоге премия была присуждена только в одной.

### За служение обществу

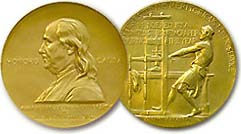
Золотая медаль Пулитцеровской премии «За служение обществу»

Главный приз, золотую медаль «За служение обществу», получила ежедневная утренняя газета Милуоки Джорнэл, издававшаяся в городе Милуоки, самом крупном городе штата Висконсин.
В предыдущем 1918 году наградой отметили самоотверженную публикацию газетой «Нью-Йорк Таймс» всех документов правительства и важных документов Союзников, касающихся войны, — несмотря на их внушительные количество и объём. В 1919 году поощрили уже самоотверженность редакции, последовательно публиковавшей материалы против прогерманских и антивоенных групп влияния в своём городе. При этом редакция шла на значительный риск понести убытки, потеряв часть аудитории и деловых партнёров, поскольку среди них было много американцев немецкого происхождения.
Именно этот риск, а не сама агиткампания (в которой печатались, к примеру, требования запретить преподавание немецкого языка на языковых курсах или отозвать представителя штата в Конгрессе, выступавшего против участия США в европейской войне), — и принципиальность в отстаивании своего понимания общественной пользы был вознаграждён Пулитцеровской премией 1919 года:
«Наша рекомендация носит предварительный характер, — писалось в рапорте отборочной судейской коллегии на имя Председателя Наградной комиссии. — Необходимо провести расследование, чтобы подтвердить или опровергнуть действительно имевшиеся риски и конечную эффективность обсуждаемой кампании, без результатов которого положительную рекомендацию мы дать не можем». — Премия была присуждена с формулировкой:
«За смелое и решительное отстаивание американизма в избирательном округе, в котором иностранный элемент делал такую позицию опасной с точки зрения бизнеса».

### За серию статей
Судейская коллегия номинации за серию статей, рассмотрев заявки участников, рекомендовала Наградной комиссии присудить премию внештатному колумнисту Филиппу Джиббсу (Philipp Gibbs), «за аккуратные, лаконичные и оживлённые репортажи во многих периодических изданиях Америки о действиях Союзников на Западном фронте». Однако члены Наградной комиссии в своём большинстве с рекомендацией не согласились и на голосовании по этой номинации победил кандидат «Не присуждать».

### За редакционный комментарий
В 1919 году премия в номинации «За редакционный комментарий» не была присуждена. В рапорте отборочной судейской коллегии писалось: «В прошедшем году редакционные колонки американских изданий были посвящены, в основном, вдохновлению людей и поддержке правительства в их стремлении победить в войне. В такое время награждение за публичную дискуссию о второстепенных вопросах, сколь бы ни была она хороша, не кажется подходящим. Верность же американских пишущих редакторов патриотическому долгу была столь единодушной и столь профессиональной в своей массе, что кажется в высшей степени несправедливо, попросту невозможно выбрать некую редакторскую статью или группу статей как лучшую среди тысяч других, написанных с той же целью и с тем же рвением». Наградная комиссия с этой аргументацией согласилась.

### За историю газеты
Награда за историю газеты за всё время существования премии присуждалась лишь однажды — в 1918 году. В 1919 году отборочная судейская коллегия доложила в Наградную комиссию, что «никакие документы по данной теме на конкурс представлены не были», и Комиссия не стала присуждать премию.

### Сводная таблица по номинациям в журналистике
Сводная таблица:
| Пулитцеровская премия 1919 года. Журналистика | Пулитцеровская премия 1919 года. Журналистика | Пулитцеровская премия 1919 года. Журналистика | Пулитцеровская премия 1919 года. Журналистика |
| Номинация                                     | Лауреат                                       | Ассоциированное СМИ                           | Аннотация |
| --------------------------------------------- | --------------------------------------------- | --------------------------------------------- | --- |
| За служение обществу                          | Милуоки Джорнэл Сентинел                      | —                                             | За смелое и решительное отстаивание американизма в избирательном округе, в котором иностранный элемент делал такую позицию опасной с точки зрения бизнеса |
| За серию статей                               | Не присуждалась                               | —                                             | — |
| За редакционный комментарий                   | Не присуждалась                               | —                                             | — |
| За историю прессы                             | Не присуждалась                               | —                                             | — |

## Номинации в литературе
В 1919 году в категории «премии за лучшие произведения в области литературы, драмы и искусства» было объявлено 4 номинации, — в точном соответствии с завещанием Джозефа Пулитцера. Премия была присуждена двум лауреатам.

### За лучший роман
В истории Пулитцеровской премии многие решения Наградной комиссии в области литературы вызывают споры. Решение присудить Пулитцеровскую премию 1919 года «За лучший роман» роману Бута Таркингтона «Великолепные Эмберсоны» как раз и является одним из таких неоднозначных решений.
Встречаются мнения, что этот роман «один из наименее удачных среди романов Таркингтона», «пухлый», «определённо бракованный», «посредственный», и что «если бы не премия, о нём бы все уже забыли». Не реже встречаются и противоположные мнения — «канонический», «очаровательный», «мастерский», «великий и несправедливо забытый». В одни топ-листы он входит, в другие нет. Многие читатели искренне признаются, что о существовании романа узнали только благодаря знаменитому одноимённому фильму Орсона Уэллса; но и Орсон Уэллс, снимая фильм в 1942 году, взял для сценария уже хорошо подзабытую публикой книгу своего детства.
Необычным был и процесс принятия Наградной комиссией решения о присуждении премии:
22 апреля 1919 года в рапорте судейской отборочной коллегии на имя Председателя Наградной комиссии говорилось: «…настоящим имею честь доложить, что члены назначенной Вами коллегии, при самом осторожном рассуждении неохотно пришли к заключению, что ни один из романов предыдущего года не заслуживает обсуждаемой награды». Рапорт подписал Роберт Грант;
13 мая 1919 года в письме на имя секретаря тот же Роберт Грант, извинившись за задержку, связанную с болезнью одного из членов коллегии, просит «считать поданный ранее рапорт окончательным», поскольку и при дальнейших обсуждениях члены коллегии «не смогли согласиться, что хотя бы один роман 1918 года заслуживает премии». «Очень надеюсь, задержка с вердиктом не расстроила планы Председателя Комиссии» — заключил он;
20 мая 1919 года, когда до церемонии оставалось меньше двух недель, так же на имя секретаря, другой член отборочной коллегии, Уильям Фелпс, пишет: «Не рассудите ли Вы, что уже слишком поздно присудить премию за лучший роман 1918 года „Великолепным Эмберсонам“ Бута Таркингтона? Этим утром я получил письмо от уважаемого коллеги Роберта Гранта, в котором он заверил, что „охотнее проголосует за присуждение премии этому роману, чем никакому вообще“. Я спишусь с мистером Грантом и с мистером Пейном сегодня же, если Вы дадите мне знать, что всё это слишком поздно затевать, или что Вы предпочитаете, всё-таки, оставить номинацию без лауреата».
Изменённое в последний момент решение пришлось оформлять буквально на ходу. Голосование членов Наградной комиссии проводилось посредством срочных телеграмм. Однако, несмотря на спешку, уже 22 мая 1919 года, — за десять дней до церемонии, — не упоминавшийся ранее в документах кандидат был одобрен членами Наградной комиссии единогласно.
Мотивация такого решения, как и его взвешенность, остаются под вопросом. Историк Пулитцеровских премий, Джон Хоэнберг (John Hohenberg), намекнул, что тайным двигателем определения лауреата в номинации «За лучший роман, опубликованный в предыдущем году» в 1919 году (как и в 1922-м) был председатель Наградной комиссии Николас Батлер, — не раскрыв, впрочем, в чём заключалась его заинтересованность.

### За лучшую драму
В начале января 1919 года глава Коллегии Хамлин Гарланд (Hamlin Garland) письменно обратился к известным театральным критикам с просьбой порекомендовать номинантов на Пулитцеровскую премию в области драматургии. Некоторое количество пьес ему указали, с оговоркой, что вряд ли какая пьеса, поставленная в 1918 году, «обнаружила редкие дары».
22 марта 1919 года Хамлин Гарланд подал на имя секретаря Наградной комиссии рапорт: «По рассуждению уполномоченной Вами Коллегии, ни одна пьеса, поставленная в Нью-Йорке в 1918 календарном году, не кажется вполне достойной награды по пулитцеровскому завещанию. Обусловлено это испытаниями войны или некими изменениями во вкусах антрепренёров и аудитории, многие из пьес в обсуждаемый период либо чересчур лёгкого развлекательного характера, либо настолько грубо сентиментальны, что представляют наименьшую литературную ценность. Ни одна из пьес американских авторов не кажется предпочтительной и, поскольку Коллегия затрудняется чистосердечно назвать кандидата, мы рекомендуем перенести премию на следующий год».
В том же рапорте Гарланд просит Комиссию рассматривать кандидатов на лучшую драму не за календарный (весна-осень), а за «театральный» (осень-весна) сезон. Комиссия с предложением согласилась. Как и с рекомендацией не присуждать эту премию в 1919 году.

### За лучшую книгу по истории
В марте 1919 года в рапорте в отношении номинации «За лучшую книгу по истории США» писалось: «…со всей осторожностью обсудив… члены Коллегии не в состоянии сказать, что какая-нибудь из рассмотренных книг одновременно и столь важна, и так хорошо написана, что безоговорочно заслуживает… премию. В силу чего члены Коллегии… рекомендуют удержать эту премию в 1919 году».
Наградная комиссия приняла решение не присуждать премию.

### За за биографию или автобиографию
Хоть и третья, а не первая, по счёту, Пулитцеровская премия 1919 года богата событиями, произошедшими впервые. Фаворитом конкурса в номинации «За лучшую биографию» оказалась книга, выпущенная уже после смерти автора — «Воспитание Генри Адамса», написанная и изданная частным тиражом самим Генри Адамсом в 1907 году; однако официально книга была опубликована только в 1918 году — уже его душеприказчиками из Массачусетского исторического общества.
Премия была присуждена «легко и единогласно».
В «Список лучших нехудожественных книг ХХ-го столетия», составленный американским издательством «Modern Library» в 1999 году, автобиография Генри Адамса вошла под номером один.

### Сводная таблица по номинациям в литературе
Сводная таблица:
| Пулитцеровская премия 1919 года. Литература и драма | Пулитцеровская премия 1919 года. Литература и драма | Пулитцеровская премия 1919 года. Литература и драма | Пулитцеровская премия 1919 года. Литература и драма |
| Номинация                                           | Произведение                                        | Издательство                                        | Автор                                               |
| --------------------------------------------------- | --------------------------------------------------- | --------------------------------------------------- | --------------------------------------------------- |
| Роман                                               | «Великолепные Эмберсоны»                            | «Даблдэй»                                           | Бут Таркингтон                                      |
| Драма                                               | Не присуждалась                                     | -                                                   | -                                                   |
| История                                             | Не присуждалась                                     | -                                                   | -                                                   |
| Биография                                           | «Воспитание Генри Адамса»                           | «Хафтон Миффлин Харкорт»                            | Генри Адамс                                         |

## Специальные призы
Специальные номинации Пулитцеровских премий — номинации, которые на дату присуждения ещё не были внесены в официальный План наград либо прописывались в этом Плане отдельно от остальных под тем или другим заголовком. В 1919 году таких номинаций было две.
- За стихотворение

Премия была объявлена Наградной Комиссией за счёт средств, предоставленных Обществом «Поэзия Америки»; эти средства, в свою очередь, председатель Общества, Эдвард Уиллер-младший, убедил безвозмездно предоставить Обществу некого Нью-Йоркского мецената.
Грант в $500 оговаривался условием, что членов судейской коллегии будут назначать представители Общества, — на что Председатель Наградной комиссии Николас Батлер согласился.
В судейскую коллегию номинации 1919 года вошли: лауреат Специальной Пулитцеровской премии предыдущего года Сара Тисдейл; член судейской коллегии по литературе Уильям Фелпс и Ричард Бёртон (в источниках не уточняется тот же это человек или нет, но позже, в 1930-х годах, «доктор Ричард С. Бёртон» возглавил судейскую коллегию Пулитцеровской премии по литературе).
Вместе эти судьи приняли ещё одно решение, ставшее первым в своём роде в истории Пулитцеровских премий: они присудили одну премию двум лауреатам — не соавторам, не сумев решить, кто из них лучший, и поделили премию на двоих.
- «Кукурузнички[21]» (Corn Huskers), издательство «Холт и К°»[англ.], — Карл Сэндберг.
- «Дорога заросшая в Рай» (Old rode to Paradise), «Холт и К°»[англ.], — Маргарет Уиддемер[англ.].

- За лучший проект развития Высшей школы журналистики при Колумбийском университете

Ещё одна номинация, учреждённая согласно «Завещанию» Джозефа Пулитцера. Не была присуждена ни разу, пока в 1922 году её не отменили вовсе.

## Жюри
Наградная комиссия назначала судейские коллегии, — как правило, из трёх человек, — для каждой отдельной номинации. Члены судейских коллегий рассматривали поступавшие в общем порядке заявки на соискание, а также побуждали перспективных на их взгляд кандидатов такие заявки сделать. Рассмотрев кандидатов, в общем случае не позднее середины апреля, судейская коллегия подавала Наградной комиссии список из лучших претендентов, но не более, чем из трёх кандидатов. Также судейская коллегия была вправе рекомендовать Наградной комиссии удержать премию.
Судейские коллегии в номинациях по журналистике назначались из числа преподавателей и руководства Высшей школы журналистики при Колумбийском университете.
Судейские коллегии в номинациях по литературе и искусству назначались из числа преподавателей и руководства Американской академии искусств и литературы.
Наградная комиссия могла назначить членом судейской коллегии любого другого авторитетного и признанного специалиста в определённой области — не из среды преподавателей двух указанных вузов.
Наградная комиссия, получив списки судейских коллегий, выбирала одного лауреата. Наградная комиссия была вправе согласится или не согласиться с рекомендацией судейской коллегии или выбрать своего собственного лауреата.
В Наградную комиссию Пулитцеровской премии в 1919 году входили те же персоны, что и в два предыдущих года.
| Наградная комиссия Пулитцеровской премии 1919 года | Наградная комиссия Пулитцеровской премии 1919 года | Наградная комиссия Пулитцеровской премии 1919 года | Наградная комиссия Пулитцеровской премии 1919 года |
| П/п                                                | Организация                                        | Должность                                          | Представитель                                      |
| -------------------------------------------------- | -------------------------------------------------- | -------------------------------------------------- | -------------------------------------------------- |
| 1                                                  | Колумбийский университет                           | Председатель комиссии. Президент университета      | Николас Батлер                                     |
| 2                                                  | «Репабликэн», Спрингфилд, Массачусетс              | Главный редактор                                   | Соломон Гриффин (Solomon B. Griffin)               |
| 3                                                  | «Нью-Йорк Уорлд»                                   | Автор редакционных статей                          | Джон Хитон (John Langdon Heaton)                   |
| 4                                                  | «Чикаго Дейли Ньюс»                                | Издатель, редактор                                 | Виктор Лоусон (Victor Fremont Lawson)              |
| 5                                                  | «Нью-Йорк Таймс»                                   | Редактор                                           | Чарльз Миллер (Charles Ransom Miller)              |
| 6                                                  | «Нью-Йорк Сан»                                     | Отетственный редактор                              | Эдвард Митчелл (Edward Page Mitchell)              |
| 7                                                  | «Нью-Йорк Уорлд»                                   | Издатель. Старший сын учредителя премии, наследник | Ральф Пулитцер                                     |
| 8                                                  | «Ассошиэйтед Пресс»                                | Генеральный директор                               | Мелвилл Стоун (Melville Elijah Stone)              |
| 9                                                  | «Бостон Глоуб»                                     | Издатель, редактор                                 | Чарльз Тэйлор (Charles H. Taylor)                  |
| 10                                                 | «Филадельфия Пресс»                                | Ответственный редактор                             | Сэмюэл Уэллс (Samuel Calvin Wells)                 |